# Hugonia mayumbensis
Hugonia mayumbensis là một loài thực vật có hoa trong họ Linaceae. Loài này được Exell mô tả khoa học đầu tiên năm 1927.